# Erwin Guido Kolbenheyer
Erwin Guido Kolbenheyer (Budapest, 30 dicembre 1878 – Monaco di Baviera, 12 aprile 1962) è stato uno scrittore, poeta e drammaturgo tedesco.

## Biografia
Dopo la morte di suo padre architetto ungherese-tedesco, Kolbenheyer si trasferì a Karlovy Vary con sua madre, nel 1881, e frequentò il liceo di Eger. Dal 1900 studiò zoologia, biologia e filosofia a Vienna, sotto la guida dello zoologo Hatschek e del filosofo Adolph Stöhr, laureandosi nel 1905.
Elaborò una sua personale filosofia, definita 'elementi d'una metafisica dell'età contemporanea', presente nel libro Die Bauhütte ("Il cantiere", 1925), ampliata nel successivo testo Die Philosophie der Bauhütte ("La filosofia del cantiere", 1952), dove la parola 'cantiere' rappresenta la società contemporanea in tutta la sua attività e capacità. Si può definire un'etica, oltre che una metafisica, basata su condizioni etniche, germaniche e anticristiane. Nel suo libro Neuland (1935), Kolbenheyer evidenzierà un'interpretazione prevalentemente biologica dei problemi della vita.
Anche nella sua narrativa, rappresentò personaggi emblematici contemporanei della storia culturale germanica, descritta come l'età eroica della nazione.
Dato che il suo biologismo metafisico diventò la base delle dottrine razzistiche, Kolbenheyer diventò lo scrittore prediletto dai seguaci del nazionalsocialismo.
Nel 1933 diventò membro dell'Accademia prussiana delle arti.
I suoi romanzi e drammi si caratterizzarono per una concezione mistica ed irrazionale dell'uomo germanico, contraria a quella tradizionale cristiana, liberale, umanistica; per la peculiarità del linguaggio ispirato alle parlate antiche e soprattutto medioevali; per l'espressione e la comunicazione di nozioni, di messaggi; per i ricordi d'infanzia e autobiografici.
Tra le sue opere drammatiche più significative si possono annoverare i drammi storici Giordano Bruno (1903),Gregor und Heinrich ("Gregorio VII e Enrico IV", 1934), incentrati su riflessioni filosofiche, contrasti ideologici e razziali.
I romanzi storici scritti da Kolbenheyer si contraddistinsero per i simbolismi, per la grande erudizione, per gli approfondimenti della vita di filosofi che studiarono attorno alle tematiche di Dio e della natura, come nei libri Amor Dei (1908) su Spinoza, Meister Joachim Pausewang ("Mastro Joachim Pausewang, 1910) sulla mistica di Jacob Böhme, e soprattutto il notissimo Paracelsus, formato da una trilogia: Die Kinheit des Paracelsus ("L'infanzia di Paracelso", 1917), Das Gestirn des Paracelsus ("La costellazione di Paracelso", 1922), Das dritte Reich des Paracelsus ("Il terzo regno di Paracelsus", 1926), dedicati al famoso medico, alchimista e teosofo svizzero Philippus Aureolus Theophrastus Bombastus von Hohenheim, descritto con modalità faustiane.
Kolbenheyer scrisse anche romanzi dedicati agli eventi attuali, tra i quali annoveriamo: Montsalvasch (1912); Das Lächeln der Penaten (1926); Reps, die Persönlichkeit (1931); le novelle Ahalibama (1922); Karlsbader Novelle, sulla partenza di Goethe per l'Italia  (1929); Die Begegnung auf dem Riesengebirge (1933); le liriche del Lyrisches Brevier (1929). In tutte queste opere il denominatore comune è lo sviluppo di una potente personalità, sospinta dalle forze oscure, che affermando sé stessa, evolve, trasforma la società, metafora del popolo germanico che trova sempre le guide in grado di indicargli la strada, in modo da giustificare la sua 'missione', tendente al servizio della glorificazione dell'anima germanica e dell'intera umanità. Kolbenheyer cercò di spiegare con una miscela di biologia e di mistica la storia di popoli e gruppi etnici, vicino alla visione del mondo darwinista e biologistica.

## Opere principali
- Giordano Bruno. Die Tragödie der Renaissance, dramma su Giordano Bruno, 1903;
- Amor Dei, romanzo su Spinoza, 1908;
- Meister Joachim Pausewang, romanzo su Jakob Böhme, 1910;
- Montsalvasch, romanzo, 1912;
- Ahalibama, novella, 1913;
- Der Dornbusch brennt, poesie, 1922;
- Paracelsus:
  - Die Kindheit des Paracelsus, 1917;
  - Das Gestirn des Paracelsus, 1922;
  - Das Dritte Reich des Paracelsus, 1926;
- Drei Legenden, 1923;
- Die Bauhütte, 1926 (rivisto nel 1939 e pubblicato sotto il titolo Die Philosophie der Bauhütte nel 1952);
- Das Lächeln der Penaten, romanzo, 1927;
- Die Brücke, dramma, 1929;
- Karlsbader Novelle, 1929;
- Jagt ihn – ein Mensch! dramma, 1931;
- Das Gesetz in dir, dramma, 1931;
- Reps, die Persönlichkeit, romanzo, 1932;
- Die Begegnung auf dem Riesengebirge, novella, 1932;
- Klaas Y, der große Neutrale, novella, 1936;
- Das gottgelobte Herz, romanzo, 1938;
- Widmungen, poesie, 1938;
- Vox humana, poesie, 1940;
- Zwei Reden: Das Geistesleben in seiner volksbiologischen Bedeutung. Jugend und Dichtung, 1942;
- Menschen und Götter, dramma-tetralogia, 1944;
- Sebastian Karst über sein Leben und seine Zeit, autobiografia, 1957-1958;
- Mensch auf der Schwelle, (scritto nel 1951–1956), 1969.